# Augmented Satellite Launch Vehicle

Augmented Satellite Launch Vehicle

O Advanced Satellite Launch Vehicle, também conhecido pelo seu acrônimo ASLV, foi um lançador orbital indiano de quatro estágios e propulsado por propelente sólido.

## Características
O foguete foi projetado a meados dos anos 1980 pela Organização Indiana de Pesquisa Espacial (ISRO, pelo seu acrônimo em inglês).
Após falhas sucessivas e um único lançamento bem-sucedido fizeram o projeto do ASLV entrar em crise, sendo abandonado após o último lançamento (o único com sucesso), em 1994.

## Histórico de lançamentos
| Versão | Data de lançamento  | Local do lançamento                           | Plataforma de lançamento | Carga            | Estado da missão                                                                 |
| 3 D1   | 24 de março de 1987 | Centro Espacial de Satish Dhawan, Sriharikota | 1                        | SROSS A, 150 kg  | Falha, o primeiro estágio não se acendeu após a queima dos aceleradores sólidos. |
| 3 D2   | 12 de julho de 1988 | Centro Espacial de Satish Dhawan, Sriharikota | 1                        | SROSS-B, 150 kg  | Falha, insuficiente controle de ganho.                                           |
| 3 D3   | 20 de maio de 1992  | Centro Espacial de Satish Dhawan, Sriharikota | 1                        | SROSS-C, 106 kg  | Êxito parcial.                                                                   |
| 3 D4   | 4 de maio de 1994   | Centro Espacial de Satish Dhawan, Sriharikota | 1                        | SROSS-C2, 113 kg | Êxito.                                                                           |